# Tor Eckhoff
Tor Eckhoff vagy Apetor (Kristiansund, 1964. november 22. – Oslo, 2021. november 27.) norvég youtuber. Sandefjordban, Norvégiában élt, ahol egy festékgyárban dolgozott.

## Élete
Kristiansundban született 1964. november 22-én, és hatévesen Sandefjordba költözött. A YouTube-on található tájékoztatója szerint egy festékgyárban dolgozott Sandefjordban. 2018 végén Eckhoff feltöltött egy videót a YouTube-ra, amelyből kiderül, hogy vastagbélrákot diagnosztizáltak nála.
2006. október 10-én csatlakozott a YouTube-hoz, és 2006. október 11-én tette közzé első videóját. Első áttörést jelentő videója, amely egy hét leforgása alatt több mint egymillió megtekintést ért el, az "On Thin Sea Ice 2" volt, amelyben szerepelt korcsolyázás, vodkázás, befagyott tó jegén búvárkodás, miután baltával léket ütött rajta, továbbá láncfűrésszel kivágott egy jégfánkot és a nyakán hordta, szájával fókaszerű hangokat hallatott. Valójában ezek a csatornáján ismétlődő tevékenységek közé tartoztak, amelyek mindegyike csak fehérneműben történt. 
Kedvenc vodkája, a Vikingfjord gyakori látvány volt a csatornáján, bár azt állította, hogy nincs kapcsolata a márkával, és soha nem állt kapcsolatban a gyártó céggel. Videói nemzetközileg is népszerűek voltak, különösen a kelet-európai országokban, például Lengyelországban (ahonnan a nézettség 70-80%-a származott 2016-ban) és Oroszországban, de az Egyesült Államokban is. Videói megjelentek a nagy nemzetközi televíziós csatornákon, pl. 2011-ben a CBS amerikai hírhálózaton, 2016-ban pedig a Sunrise című ausztrál reggelizőműsorban. 
2021 novemberéig videóit több mint 390 millió alkalommal nézték meg, csatornájának pedig több mint 1,21 millió feliratkozója van. Egyetlen videós együttműködését Jonas Lihaug Fredriksennel a norvég államilag támogatott szórakoztató YouTube-csatornától, az NRK 4ETG-től készítette 2019 végén, amikor együtt mentek úszni téli körülmények között. Fredriksen később annak tulajdonította Eckhoff nemzetközi népszerűségét, hogy nem beszél gyakran a tartalomban, emellett furcsa hangokat ad ki, illetve annak, amit Fredriksen abszurd humornak ítélt Eckhoff videóiban.

## Halála
2021. november 26-án a Kongsberg melletti tavon beszakadt alatta a jég, miközben videót készített a YouTube-csatornájához. Búvárok mentették ki, újraélesztést végeztek rajta, mielőtt mentőautóval az Ullevål Egyetemi Kórházba szállították. 27-én halt meg a kórházban.
A rendőrség megállapította, hogy léket vágtak a jégbe, és egyedül tartózkodott a baleset helyszínén. Halála idején csatornájának több mint egymillió feliratkozója volt. Utolsó videóját, melynek címe „Nem haltam meg, ma 57 éves lettem”, 2021. november 22-én, öt nappal halála előtt töltötték fel. A videó kommentszekciójában hatalmas támogatást kapott halála után, többek között a fent említett 4ETG-től és olyan neves személyektől, mint Alan Walker.